# Daniel Cormier
Daniel Cormier (ur. 20 marca 1979 w Lafayette) – amerykański zapaśnik stylu wolnego, pięciokrotny mistrz USA, medalista igrzysk panamerykańskich i mistrzostw świata oraz dwukrotny olimpijczyk. Od 2009 roku zawodnik mieszanych sztuk walki (MMA), zwycięzca turnieju Strikeforce Heavyweight Grand Prix z 2012, mistrz organizacji Ultimate Fighting Championship w wadze półciężkiej z 2015 oraz wagi ciężkiej z 2018.

## Zapasy
W 2001 roku, reprezentując Oklahoma State University, został wicemistrzem NCAA Division I w swojej kategorii wagowej. W tym samym roku został włączony do seniorskiej kadry narodowej w stylu wolnym (startował w wadze do 96 kg). Rok później odniósł swój pierwszy sukces na arenie międzynarodowej, gdy został w Maracaibo mistrzem panamerykańskim. W 2003 roku wywalczył tytuł mistrza kraju (pierwszy z sześciu z rzędu), zdobył złoty medal igrzysk panamerykańskich w Santo Domingo oraz uplasował się na 5. miejscu podczas mistrzostw świata w Nowym Jorku.
W 2004 roku wygrał krajowe kwalifikacje olimpijskie i wystartował na igrzyskach w Atenach. Wygrał tam swoją grupę eliminacyjną, pokonując wysoko na punkty Radovana Valacha oraz Bartłomieja Bartnickiego, i awansował do półfinału, w którym jednak przegrał z późniejszym złotym medalistą, Chadżymuratem Gacałowem. Następnie, w walce o brązowy medal, Cormier uległ jednym punktem Irańczykowi Alirezie Heidariemu i ostatecznie zajął w turnieju olimpijskim 4. miejsce.
W kolejnych dwóch latach bez powodzenia startował w mistrzostwach świata, zajmując odległe miejsca. Zajął drugie miejsce w Pucharze Świata w 2005 roku. Rok 2007 przyniósł mu dwa poważne międzynarodowe sukcesy. Najpierw w lipcu zdobył brązowy medal na igrzyskach panamerykańskich w Rio de Janeiro, a następnie we wrześniu zajął również trzecie miejsce podczas mistrzostw świata w Baku.
Będąc jednym z najbardziej doświadczonych zapaśników w amerykańskiej kadrze, w 2008 roku dostąpił honoru bycia kapitanem reprezentacji na igrzyska olimpijskie w Pekinie. Ostatecznie jednak w stolicy Chin nie stoczył ani jednej walki, gdyż na kilkadziesiąt minut przed swoim pierwszym pojedynkiem został odwieziony do szpitala. Zdiagnozowano u niego ostrą niewydolność nerek, która była spowodowana nagłym odwodnieniem organizmu, będącym z kolei rezultatem zrzucania wagi przed oficjalnym ważeniem.

## Kariera MMA

### Wczesna kariera
Po igrzyskach zakończył karierę zapaśniczą i rozpoczął trenować MMA z zamiarem przejścia na zawodowstwo. Początkowo przymierzany był do kategorii półciężkiej (93 kg), jednak obawy przed negatywnymi dla jego nerek skutkami ścinania wagi skłoniły go do startów w ciężkiej (120 kg). Profesjonalny debiut zanotował we wrześniu 2009 roku. W ciągu kilkunastu miesięcy, walcząc dla organizacji Strikeforce, KOTC i XMMA, wygrał 7 pojedynków z rzędu. W 2011 roku wystartował w turnieju World Grand Prix wagi ciężkiej Strikeforce w roli zawodnika rezerwowego. Po pokonaniu Jeffa Monsona zajął miejsce Alistaira Overeema w półfinale. Zmierzył się w nim z Antônio Silvą. Cormier znokautował faworyzowanego Brazylijczyka w 1. rundzie ciosami pięściami. W rozegranym 19 maja 2012 rok finale wystąpił przeciwko Joshowi Barnettowi. Cormier dominował nad znacznie bardziej doświadczonym rywalem, prezentując lepsze umiejętności zapaśnicze i bokserskie. Ostatecznie wygrał pojedynek przez jednogłośną decyzję, zostając mistrzem całego turnieju.
Pod koniec roku w grudniu podpisał kontrakt z UFC który miał obowiązywać po jego ostatniej walce w Strikeforce czyli 12 stycznia (Cormier bez większych problemów wygrał przez TKO w 2. rundzie z Holendrem Dionem Staringiem). Po tej gali Strikeforce zostało rozwiązane, a większość zawodników mających kontrakt ze Strikeforce przeszło do UFC, również Cormier.

### UFC
W UFC zadebiutował 2013 pokonując Franka Mira jednogłośnie na punkty. Na początku 2014 zszedł kategorię niżej. Po dwóch zwycięstwach w wadze półciężkiej m.in. nad Danem Hendersonem 3 stycznia 2015 zmierzył się o mistrzostwo wagi półciężkiej z Jon Jonesem lecz przegrał na punkty notując pierwszą porażkę w karierze.
23 maja 2015 ponownie stanął do walki o pas (który został odebrany Jonesowi w kwietniu tego samego roku) z Anthonym Johnsonem. Cormier pokonał rywala, dusząc go w 3. rundzie. 3 października 2015 na gali UFC 192 obronił tytuł w walce ze Szwedem Alexandrem Gustafssonem, pokonując go niejednogłośnie na punkty.
9 lipca 2016 na jubileuszowej gali UFC 200 miał zmierzyć się w swojej drugiej obronie pasa z Jon Jonesem jednak do rewanżu nie doszło z powodu wpadki dopingowej Jonesa na dwa dni przed zaplanowanym pojedynkiem. Jego miejsce zajął były wieloletni mistrz wagi średniej Brazylijczyk Anderson Silva, którego Cormier ostatecznie pokonał wyraźnie na punkty. Walka nie miała statusu mistrzowskiego.
8 kwietnia 2017 na UFC 210 pokonał w rewanżowej walce Anthony'ego Johnsona przez poddanie w drugiej rundzie, broniąc tym samym drugi raz mistrzostwo wagi półciężkiej.
29 lipca 2017 na UFC 214 doszło do długo oczekiwanego rewanżu z Cormiera z Jonesem. Ostatecznie Cormier przegrał pojedynek przez nokaut w trzeciej rundzie, tracąc mistrzostwo na rzecz Jonesa.
22 sierpnia 2017 amerykańskie media branżowe poinformowały o ponownym naruszeniu polityki antydopingowej przez Jonesa. 13 września 2017 USADA potwierdziła, że w próbce Jonesa którą oddał zaraz przed galą UFC 214 znaleziono zabronioną substancję – turinabol. W związku z recydywą Komisja Sportowa Stanu Kalifornia ukarała Amerykanina odebraniem pasa mistrzowskiego który wrócił do Cormiera oraz zmianą wyniku walki na nierozstrzygnięty. Ponadto grozi mu czteroletnie zawieszenie.
20 stycznia 2018 obronił pas mistrzowski wygrywając z reprezentującym Szwajcarię Volkanem Özdemirem przez TKO w drugiej rundzie.
7 lipca 2018 na UFC 226 w Las Vegas zmierzył się o pas wagi ciężkiej z obrońcą tytułu Stipe Miociciem, którego ostatecznie znokautował w pierwszej rundzie, zostając tym samym mistrzem w dwóch kategoriach wagowych w tym samym czasie. Wcześnie ta sztuka udała się Irlandczykowi Conorowi McGregorowi, który dzierżył pasy wagi piórkowej i lekkiej. Ponadto jest drugim zawodnikiem który w czasie swojej kariery zdobył pasy wagi półciężkiej i ciężkiej (pierwszy był Randy Couture). 3 listopada 2018 podczas gali UFC 230 poddał Derricka Lewisa w drugiej rundzie i obronił pas wagi ciężkiej.
28 grudnia 2018 zrzekł się mistrzostwa wagi półciężkiej na rzecz walk w kategorii ciężkiej.

## Osiągnięcia

### Mieszane sztuki walki
- 2010−2011: mistrz Xtreme MMA w wadze ciężkiej[24]
- 2010−2011: mistrz King of the Cage w wadze ciężkiej[24]
- 2012: Strikeforce Heavyweight Grand Prix − 1. miejsce w turnieju wagi ciężkiej
- 2015−2018: mistrz UFC w wadze półciężkiej
- 2018−2019: mistrz UFC w wadze ciężkiej

### Zapasy:[25]
- 1995: Mistrzostwa Świata Kadetów w zapasach − 3. miejsce w kat. 83 kg, st. klasyczny
- 2002: Mistrzostwa Panamerykańskie w zapasach − 1. miejsce w kat. 96 kg, st. wolny (Maracaibo)
- 2003: Igrzyska panamerykańskie w zapasach − 1. miejsce w kat. 96 kg, st. wolny (Santo Domingo)
- 2005: Puchar Świata w zapasach − 1. miejsce w kat. 96 kg, st. wolny (Taszkent)
- 2007: Igrzyska panamerykańskie w zapasach − 3. miejsce w kat. 96 kg, st. wolny (Rio de Janeiro)

### Akademickie zapasy[25][26]
- National Collegiate Athletic Association:
  - 2001: NCAA Division I All-American − 2. miejsce
  - 2000, 2001: Big 12 Conference − 2. miejsce
- National Junior College Athletic Association:
  - 1998, 1999: NJCAA All-American
  - 1998, 1999: NJCAA Collegiate National Championship − 1. miejsce
- National High School Coaches Association:
  - 1997: NHSCA Senior All-American
  - 1997: NHSCA Senior High School National Championship − 3. miejsce
- Louisiana High School Athletic Association:
  - 1995, 1996, 1997: LHSAA Division I All-State
  - 1995, 1996, 1997: LHSAA Division I High School State Championship − 1. miejsce

## Lista walk w MMA
| Wynik      | Bilans   | Przeciwnik (bilans przed walką) | Rozstrzygnięcie                                             | Runda | Czas | Rozgrywki                                      | Data       | Miejsce       | Uwagi |
| ---------- | -------- | ------------------------------- | ----------------------------------------------------------- | ----- | ---- | ---------------------------------------------- | ---------- | ------------- | --- |
| Przegrana  | 22-3 (1) | Stipe Miocic (19-3)             | Decyzja (jednogłośna)                                       | 5     | 5:00 | UFC 252                                        | 15.08.2020 | Las Vegas     | Pojedynek o mistrzostwo UFC w wadze ciężkiej, Main Event |
| Przegrana  | 22-2 (1) | Stipe Miocic (18-3)             | TKO (ciosy pięściami)                                       | 4     | 4:09 | UFC 241                                        | 18.08.2019 | Anaheim       | Stracił mistrzostwo UFC w wadze ciężkiej, Main Event |
| Wygrana    | 22-1 (1) | Derrick Lewis (21-5)            | Poddanie (duszenie zza pleców)                              | 2     | 2:14 | UFC 230                                        | 03.11.2018 | New York      | Obronił mistrzostwo UFC w wadze ciężkiej, Main Event |
| Wygrana    | 21-1 (1) | Stipe Miocic (18-2)             | KO (ciosy pięściami)                                        | 1     | 4:33 | UFC 226                                        | 07.07.2018 | Las Vegas     | Zdobył pas mistrzowski UFC w wadze ciężkiej, Bonus za występ wieczoru, Main Event, Drugi zawodnik w historii UFC, który dzierży dwa pasy w tym samym czasie.                              |
| Wygrana    | 20-1 (1) | Volkan Oezdemir (15-1)          | TKO (ciosy pięściami)                                       | 2     | 2:00 | UFC 220                                        | 20.01.2018 | Boston        | Obronił pas mistrzowski UFC w wadze półciężkiej, Bonus za występ wieczoru, Co-Main Event                                                                                                  |
| No contest | 19-1 (1) | Jon Jones (22-1)                | Zmiana wyniku walki przez Komisję Sportową Stanu Kalifornia | 3     | 3:01 | UFC 214                                        | 29.07.2017 | Anaheim       | Walka o mistrzostwo UFC wagi półciężkiej, Początkowo przegrana Cormiera przez KO. W związku z pozytywnym wynikiem antydopingowym po gali, wynik walki zmieniono na no contest, Main Event |
| Wygrana    | 19-1     | Anthony Johnson (22-5)          | Poddanie (duszenie zza pleców)                              | 2     | 3:37 | UFC 210                                        | 08.04.2017 | Buffalo       | Obronił pas mistrzowski UFC w wadze półciężkiej, Main Event |
| Wygrana    | 18-1     | Anderson Silva (16-3)           | Decyzja (jednogłośna)                                       | 3     | 5:00 | UFC 200                                        | 09.07.2016 | Las Vegas     | |
| Wygrana    | 17-1     | Alexander Gustafsson (16-3)     | Decyzja (niejednogłośna)                                    | 5     | 5:00 | UFC 192                                        | 03.10.2015 | Houston       | Obronił pas mistrzowski UFC w wadze półciężkiej, Bonus za walkę wieczoru, Main Event |
| Wygrana    | 16-1     | Anthony Johnson (19-4)          | Poddanie (duszenie zza pleców)                              | 3     | 2:39 | UFC 187                                        | 23.05.2015 | Las Vegas     | Zdobył pas mistrzowski UFC w wadze półciężkiej, Bonus za występ wieczoru, Main Event |
| Przegrana  | 15-1     | Jon Jones (20-1)                | Decyzja (jednogłośna)                                       | 5     | 5:00 | UFC 182                                        | 03.01.2015 | Las Vegas     | Walka o pas mistrzowski UFC w wadze półciężkiej, Bonus za walkę wieczoru, Main Event |
| Wygrana    | 15-0     | Dan Henderson (30-11)           | Poddanie (duszenie zza pleców)                              | 3     | 3:53 | UFC 173                                        | 24.05.2014 | Las Vegas     | Co-Main Event |
| Wygrana    | 14-0     | Pat Cummins (4-0)               | TKO (ciosy pięściami)                                       | 1     | 1:19 | UFC 170                                        | 22.02.2014 | Las Vegas     | Debiut w kategorii półciężkiej, Co-Main Event |
| Wygrana    | 13-0     | Roy Nelson (19-8)               | Decyzja (jednogłośna)                                       | 3     | 5:00 | UFC 166                                        | 19.10.2013 | Houston       | Co-Main Event |
| Wygrana    | 12-0     | Frank Mir (16-6)                | Decyzja (jednogłośna)                                       | 3     | 5:00 | UFC on Fox: Henderson vs. Melendez             | 20.04.2013 | San Jose      | Debiut w UFC, Co-Main Event |
| Wygrana    | 11-0     | Dion Staring (29-8)             | TKO (ciosy pięściami)                                       | 2     | 4:02 | Strikeforce: Marquardt vs Saffiedine           | 12.01.2013 | Oklahoma City | |
| Wygrana    | 10-0     | Josh Barnett (31-5)             | Decyzja (jednogłośna)                                       | 5     | 5:00 | Strikeforce: Barnett vs. Cormier               | 19.05.2012 | San Jose      | Zwyciężył w turnieju Strikeforce World Grand Prix wagi ciężkiej, Main Event |
| Wygrana    | 9-0      | Antônio Silva (16-2)            | KO (ciosy pięściami)                                        | 1     | 3:56 | Strikeforce: Barnett vs. Kharitonov            | 18.06.2011 | Cincinnati    | Półfinał turnieju Strikeforce World Grand Prix wagi ciężkiej |
| Wygrana    | 8-0      | Jeff Monson (42-11)             | Decyzja (jednogłośna)                                       | 3     | 5:00 | Strikeforce: Overeem vs. Werdum                | 18.06.2011 | Dallas        | Pojedynek rezerwowy turnieju Strikeforce World Grand Prix wagi ciężkiej |
| Wygrana    | 7-0      | Devin Cole (18-8-1)             | Decyzja (jednogłośna)                                       | 3     | 5:00 | Strikeforce Challengers: Woodley vs Saffiedine | 07.01.2011 | Nashville     | |
| Wygrana    | 6-0      | Soa Palelei (11-2)              | Poddanie (ciosy pięściami)                                  | 1     | ?    | Xtreme MMA 3                                   | 05.11.2010 | Sydney        | Obronił mistrzostwo Xtreme MMA w wadze ciężkiej |
| Wygrana    | 5-0      | Jason Riley (9-3)               | Poddanie (ciosy pięściami)                                  | 1     | 1:02 | Strikeforce: Houston                           | 21.08.2010 | Houston       | |
| Wygrana    | 4-0      | Tony Johnson (5-0)              | Poddanie (duszenie zza pleców)                              | 1     | 2:27 | KOTC: Imminent Danger                          | 13.08.2010 | Mescalero     | Zdobył mistrzostwo King of The Cage w wadze ciężkiej |
| Wygrana    | 3-0      | Lucas Browne (5-0)              | KO (cios pięścią)                                           | 1     | 4:35 | Xtreme MMA 2                                   | 31.07.2010 | Sydney        | Zdobył mistrzostwo Xtreme MMA w wadze ciężkiej |
| Wygrana    | 2-0      | John Devine (5-3)               | KO (cios pięścią)                                           | 1     | 1:19 | Strikeforce Challengers: Johnson vs Mahe       | 26.03.2010 | Fresno        | |
| Wygrana    | 1-0      | Gary Frazier (0-0)              | TKO (ciosy pięściami)                                       | 2     | 3:39 | Strikeforce Challengers: Kennedy vs Cummings   | 25.09.2009 | Bixby         | Debiut w zawodowym MMA |